# No Quarter Catch Crew
No Quarter Catch Crew (a veces llamada N.Q.C.C.) es un stable de lucha libre profesional de la empresa WWE en la marca NXT. 
El nombre del stable se deriva del término militar "No Quarter" (en español; Sin Cuartel) y Catch wrestling, un estilo de lucha en el que cada miembro se especializa. Su lema es "No Pity, No Mercy, No Remorse, No Quarter" (en español; "Sin lástima, sin piedad, sin remordimiento, sin cuartel").

## Historia

### WWE (2023-presente)
En el episodio de NXT del 3 de diciembre, Borne & Heights ganaron una Tag Team Battle Royale obteniendo una oportunidad por los Campeonatos en Parejas de NXT en NXT Deadline.

## Miembros

### Miembros actuales
| Nombre          | Tiempo                            | Notas  |
| --------------- | --------------------------------- | ------ |
| Charlie Dempsey | 14 de febrero de 2023 – presente  | Líder. |
| Myles Borne     | 12 de septiembre de 2023-presente |        |
| Tavion Heights  | 25 de junio de 2024-presente      |        |
| Wren Sinclair   | 6 de agosto de 2024-presente      | Valet. |

### Miembros antiguos
| Nombre     | Tiempo                                      | Notas                                                                                           |
| ---------- | ------------------------------------------- | ----------------------------------------------------------------------------------------------- |
| Drew Gulak | 14 de febrero de 2023 – 19 de marzo de 2024 | Gulak fue liberado de su contrato con WWE, por lo que fue automáticamente desvinculado de NQCC. |
| Damon Kemp | 8 de agosto de 2023 – 8 de julio de 2024    | Kemp fue liberado de su contrato con WWE.                                                       |

## Campeonatos y logros
- WWE 
  - NXT Heritage Cup (2 veces) — Dempsey.[3]